# Liste des évêques et archevêques d'Arequipa
Cette liste recense les évêques et les archevêques qui se sont succédé sur le siège de l'archidiocèse d'Arequipa depuis sa création le 20 juillet 1609 et son élévation au rang d'archidiocèse métropolitain le 23 mai 1943.

## Évêques
- Cristóbal Rodríguez Juárez, O.P (16 janvier 1612 - 4 novembre 1613)
  - Juan de las Cabezas Altamirano, O.P (16 septembre 1615 - 19 décembre 1615) évêque élu
- Pedro de Perea Díaz, O.S.A (4 septembre 1617 - 28 mai 1630)
- Pedro de Villagómez Vivanco (2 août 1632 - 16 juillet 1640) nommé archevêque de Lima
- Agustín de Ugarte y Sarabia (19 novembre 1640 - 21 octobre 1647) nommé évêque de Quito
- Pedro Ortega Sotomayor (16 décembre 1647 - 27 novembre 1651) nommé évêque de Cuzco
- Gaspar de Villarroel, O.S.A (11 décembre 1651 - 27 janvier 1659) nommé archevêque de La Plata o Charcas
- Juan de Almoguera, O.SS.T (17 février 1659 - 27 novembre 1673) nommé archevêque de Lima
- Juan de la Calle y Heredia, O. de M (1er octobre 1674 - 15 février 1676)
- Antonio de León y Becerra (14 juin 1677 - 28 août 1708)
- Juan de Argüelles, O.S.A (21 mars 1711 - 23 janvier 1713)
- Juan Bravo Otálora de Lagunas (19 novembre 1714 - 27 septembre 1723)
- Juan Cabero y Toledo (11 juin 1725 - 20 mars 1741)
- Juan Bravo del Rivero y Correa, C.O (28 janvier 1743 - 22 mai 1752)
  - Juan González Melgarejo, C.O (26 novembre 1753 - 6 mars 1754) évêque élu
- Jacinto Aguado y Chacón, C.O (17 février 1755 - 18 juillet 1763) nommé évêque d'Osma
- Diego Salguero de Cabrera, C.O (18 juillet 1763 - 2 décembre 1769)
- Manuel de Abad y Illana, O.Praem (17 juin 1771 - 1er février 1780)
- Miguel de Pamplona González Bassecourt, O.F.M.Cap (10 décembre 1781 - 10 décembre 1784)
- Pedro José Chávez de la Rosa (18 décembre 1786 - 9 mai 1805)
- Luis Gonzaga de la Encina Díaz y Pereiro (9 septembre 1805 - 16 janvier 1816)
- José Sebastián Goyeneche y Barreda (14 avril 1817 - 26 septembre 1859) nommé archevêque de Lima
- Bartolomé Herrera Vélez (26 septembre 1859 - 10 août 1864)
- Juan de la Cruz Calienes Olazabal, O.F.M (27 mars 1865 - 26 juin 1867)
- Juan Benedicto Torres Romero (22 juin 1868 - 8 janvier 1880)
- Juan María Ambrosio Huerta Galván (20 août 1880 - 27 juin 1897)
- Manuel Segundo Ballón Manrique (24 août 1898 - 1906)
- Mariano Holguín y Maldonado, O.F.M (30 mai 1906 - 23 mai 1943) devient archevêque d'Arequipa

## Archevêques
- Mariano Holguín y Maldonado, O.F.M (23 mai 1943 - 24 décembre 1945)
- Leonardo José Rodríguez Ballón, O.F.M (13 juin 1946 - 26 septembre 1980)
- Fernando Vargas Ruíz de Somocurcio, S.J (26 septembre 1980 - 2 mars 1996)
- Luis Sánchez-Moreno Lira (2 mars 1996 - 29 novembre 2003)
- José Paulino Ríos Reynoso (29 novembre 2003 - 21 octobre 2006)
- Javier del Río Alba (21 octobre 2006 - )

## Sources
- (en) « Archdiocese of Arequipa  : Past and Present Ordinaries », sur catholic-hierarchy.org (consulté le 6 juin 2023)